# ارفسه
ارفسه (به لاتین: Ərəfsə) منطقه‌ای مسکونی در جمهوری آذربایجان است که در شهرستان جلفا (جمهوری آذربایجان) واقع شده‌است. ارفسه ۹۴۰ نفر جمعیت دارد.